# Plastyczność

Przykładowy wykres zależności rodzajów odkształceń od naprężenia

Plastyczność – zagadnienie z zakresu badań materiałowych i fizyki ciała stałego – właściwość fizyczna materiałów – zdolność do ulegania nieodwracalnym odkształceniom (odkształcenie plastyczne) pod wpływem sił zewnętrznych działających na ten materiał. Nieodwracalne odkształcenia powstają na skutek działania na ciała stałe naprężeń mechanicznych, przekraczających zakres, w którym jest ono zdolne do odkształceń sprężystych lub elastycznych i jednocześnie na tyle małe, że nie powodują zniszczenia ciągłości jego struktury. Naprężenie przy którym rozpoczyna się proces plastyczny nazywane jest granicą plastyczności. Dla złożonego stanu naprężenia niezbędne jest kryterium uplastycznienia
Na poziomie molekularnym, odkształcenia plastyczne są możliwe dzięki zdolności grup cząsteczek do przemieszczania się w obrębie masy odkształcanych ciał względem innych grup cząsteczek bez powstawania w nim pęknięć. W pewnym sensie, ciała plastyczne zachowują się pod wpływem sił zewnętrznych jak płyny, których lepkość jest proporcjonalna do naprężenia i które zaczynają płynąć od pewnej granicznej wartości tego naprężenia.
Plastyczność wykazują w pewnych zakresach temperatury i naprężenia  teoretycznie wszystkie znane materiały, choć w przypadku wielu z nich zakres plastyczności jest bardzo wąski. Zwykle za materiały plastyczne uważa się te, które posiadają dość szeroki, łatwo zauważalny zakres plastyczności. Na ogół są to materiały posiadające złożoną mikrostrukturę, składającą się z mieszaniny domen krystalicznych i  amorficznych. Na ogół plastyczność materiałów rośnie ze spadkiem ich krystaliczności. Pewien minimalny zakres plastyczności wykazują jednak nawet materiały monokrystaliczne. Do najbardziej znanych materiałów plastycznych zalicza się:
- niektóre rodzaje metali – plastyczność metali jest często nazywana ich kowalnością – do metali kowalnych zalicza się m.in. niektóre gatunki stali, ołów, cyna, miedź, wiele stopów metali kolorowych
- wiele tworzyw sztucznych takich jak np. polietylen

## Modele materiałów wykazujących cechy plastyczne
Przy opisie mechanicznym materiałów wykazujących cechy plastycznych idealizuje się krzywe naprężenia otrzymane z doświadczenia, aby pominąć cechy mało istotne w danym zagadnieniu bądź zbyt trudne do uwzględnienia.
W początkowym odcinku obciążenia używamy modeli:
- sztywno-plastycznych, bez zakresu sprężystego
- sprężysto-plastycznych, z uwzględnieniem początkowego zakresu sprężystego. Z reguły uwzględnia się jedynie część liniową sprężystości.

Od momentu osiągnięcia naprężenia równego granicy plastyczności model opisuje:
- plastyczność idealna – odkształcenia plastyczne rosną w nieskończoność przy stałej wartości naprężenia
- plastyczność ze wzmocnieniem – przy osiągnięciu granicy plastyczności krzywa (częściej prosta) dalej rośnie ale znacznie wolniej
- plastyczności z osłabieniem – od pewnego momentu krzywa zaczyna opadać. Ten model, pomimo że wynika z badań doświadczalnych, powoduje poważne kłopoty z matematycznym opisem problemu, gdyż prowadzi do zagadnienia lokalizacji.

Teorie opisujące zachowania plastyczne materiałów dzielą się na dwie grupy:
- teoria przemieszczeniowa
- teoria plastycznego płynięcia